# الجمعية السويدية لمهنيي الصحة
الجمعية السويدية لمهنيي الصحة (Vårdförbundet) هي نقابة عمالية سويديَّة، يبلغ عدد أعضائها 114000 عضوًا يمثلون الممرضات والقابلات وعلماء الطب الحيوي وفنيين الأشعة.